# Districten van Rwanda

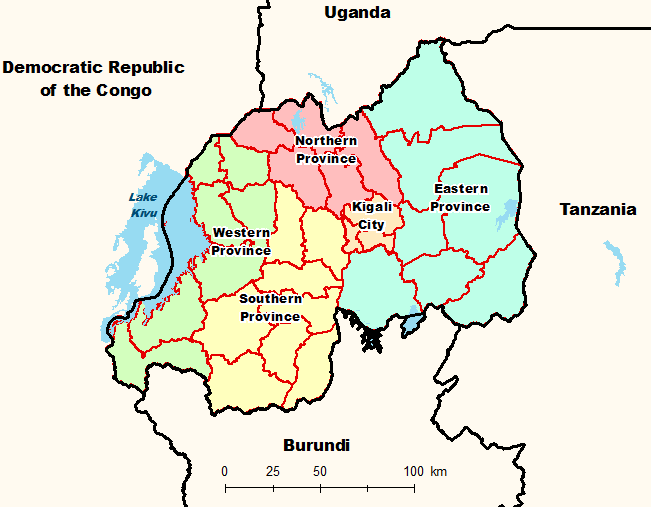
Districten van Rwanda

De vijf provincies van Rwanda zijn verdeeld in 30 districten (Kinyarwanda: akarere). Elk district is vervolgens weer verdeeld in sectoren (Kinyarwanda: umurenge), die op hun beurt weer onderverdeeld zijn in cellen (Kinyarwanda: akagali), deze cellen zijn verder onderverdeeld in dorpen (Kinyarwanda: umudugudu).
Voor 2002, Rwanda was onderverdeeld in prefecturen, subprefecturen (die soms districten werken genoemd) en 154 gemeenschappen (communes) (Kinyarwanda: umujyi). In 2002 werden de gemeenschappen vervangen door twee soorten bestuurslagen, de districten en de gemeenten (Kinyarwanda: akarere and umujyi). In 2006 werd het aantal districten teruggebracht van 106 naar 30.
De districten worden hieronder vermeld, per provincie.

## Gemeenschappen van Rwanda (voor 2002)

Gemeenschappen van Rwanda voor 2002

## Lijst van huidige districten per provincie

### Oostelijke provincie

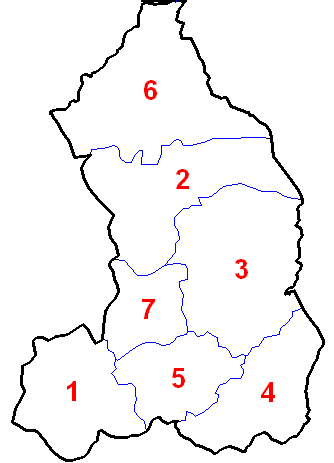
Districten van de Oostelijke provincie

1. Bugesera
2. Gatsibo
3. Kayonza
4. Kirehe
5. Ngoma
6. Nyagatare
7. Rwamagana

### Kigali

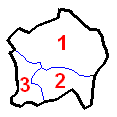
Districten van Kigali provincie

1. Gasabo
2. Kicukiro
3. Nyarugenge

### Noordelijke provincie

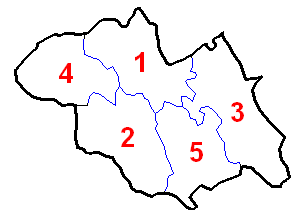
Districten van de Noordelijke provincie

1. Burera
2. Gakenke
3. Gicumbi
4. Musanze
5. Rulindo

### Zuidelijke provincie

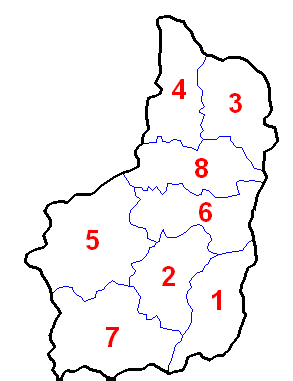
Districten van de zuidelijke provincie

1. Gisagara
2. Huye
3. Kamonyi
4. Muhanga
5. Nyamagabe
6. Nyanza
7. Nyaruguru
8. Ruhango

### Westelijke provincie

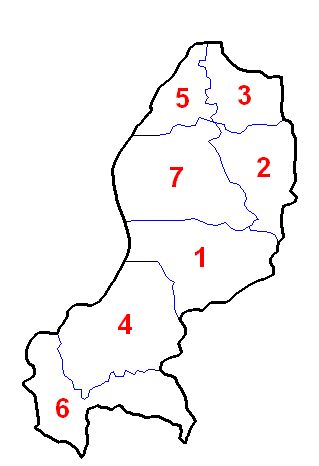
Districten van de Westelijke provincie

1. Karongi
2. Ngororero
3. Nyabihu
4. Nyamasheke
5. Rubavu
6. Rusizi
7. Rutsiro

## Lijst van voormalige districten per provincie (2002–2006)

### Kigali
1. Nyarugenge
2. Nyamirambo
3. Butamwa
4. Gisozi
5. Kacyiru
6. Kanombe
7. Kicukiro
8. Gikondo

### Kigali (Provincie)
1. Kabuga Town
2. Bicumbi
3. Gashora
4. Ngenda
5. Nyarnata
6. Shyorongi
7. Rushashi
8. Rulindo
9. Buliza
10. Gasabo

### Gitarama
1. Gitarama
2. Ruyumba
3. Ntongwe
4. Ruhango
5. Kabagari
6. Ntenyo
7. Muhanga
8. Ndiza
9. Kayumbu
10. Kamonyi

### Butare
1. Butare
2. Save
3. Mugombwa
4. Kibingo
5. Nyakizu
6. Maraba
7. Kiruhura
8. Nyanza
9. Nyamure
10. Gikonko

### Gikongoro
1. Gikongoro
2. Mubuga
3. Nshili
4. Mudasomwa
5. Mushubi
6. Kaduha
7. Karaba
8. Rwamiko

### Cyangugu
1. Cyangugu
2. Impala
3. Nyamasheke
4. Gatare
5. Bukunzi
6. Bugarama
7. Gashonga

### Kibuye
1. Kibuye
2. Gisunzu
3. Rutsiro
4. Budaha
5. Itabire
6. Rusenyi

### Gisenyi
1. Gisenyi
2. Cyanzarwe
3. Mutura
4. Gasiza
5. Kageyo
6. Nyagisagara
7. Gaseke
8. Kayove
9. Kanama
10. Nyamyumba

### Ruhengeri
1. Ruhengeri
2. Bugarura
3. Nyarutovu
4. Bukonya
5. Buhoma
6. Mutobo
7. Kinigi
8. Bukamba
9. Butaro
10. Cyeru
11. Nyamugali

### Byumba
1. Byumba
2. Kisaro
3. Kinihira
4. Bungwe
5. Rushaki
6. Rebero
7. Ngarama
8. Humure
9. Rwamiko

### Umutara
1. Umutara
2. Bugaragara
3. Kabare
4. Gabiro
5. Rukara
6. Murambi
7. Kahi
8. Muvumba

### Kibungo
1. Kibungo
2. Kigarama
3. Mirenge
4. Rwamagana
5. Muhazi
6. Kabarondo
7. Cyarubare
8. Rukira
9. Nyarubuye
10. Rusumo